# Friedrich Christian Schlenkert
Friedrich Christian Schlenkert (* 8. Februar 1757 in Dresden; † 16. Juni 1826 in Tharandt) war ein deutscher Schriftsteller.

## Leben
Schlenkert war Sohn eines Lohnkutschers. Er besuchte zunächst die Kreuzschule in Dresden, erhielt anschließend Privatunterricht in den Sprachen, bevor er 1771 auf die Landesschule Pforta wechselte. Er nahm zunächst an der Universität Leipzig ein Studium der Theologie auf, widmete sich aber zunehmend dem Studium der Geschichtswissenschaft und dem Studium der Schönen Wissenschaften. Schließlich wandte er sich vom Studium der Theologie ab und widmete sich vollständig den schönen Wissenschaften. In dieser Zeit entstanden seine ersten Veröffentlichungen. Allerdings waren seine Eltern mit seinen Studienplänen nicht einverstanden und riefen ihn 1782 zurück nach Dresden.
Schlenkert musste sich in Dresden um eine Stellung bemühen, die ihm den Lebensunterhalt gewährte. Er wurde zunächst Accessist bei der Generalaccis-Rechnungsexpedition und ein Jahr später expedirender Secretär beim damals erst neu eingerichteten sächsischen Geheimen Finanzcollegium. Er war in dieser Zeit immer noch schriftstellerisch tätig, was sich wohl auf seine Arbeit auswirkte, und neben dem freiheitlichen Ton in seinen Werken 1791 zu seiner Entlassung aus dem Staatsdienst führte.
Schlenkert konnte sich zunächst ohne Stellung mit dem Verdienst aus seiner schriftstellerischen Tätigkeit finanzieren. Nach einiger Zeit siedelte er nach Tharandt über, wo er sich um die Verschönerung des Ortes verdient machte. Als im Königreich Sachsen die Realabgaben reformiert wurden, erhielt er in Dippoldiswalde eine Anstellung als Localexpedient. Diese Stellung hatte er jedoch nur kurz inne, bis diese aufgrund der Koalitionskriege obsolet wurde. 1815 wurde er Professor der deutschen Sprache an der neugegründeten Forstakademie Tharandt. Dieser Aufgabe widmete er sich bis zu seinem Tod 1826.

## Publikationen (Auswahl)
- Agathon und Psiche: Ein Drama mit Gesang,  Kummer Leipzig, 1780.
- Kaiser Heinrich der Vierte, 5 Bände, Dresden Leipzig, 1788–1795.
- Graf Wieprecht von Groitzsch, 3 Bände, 1789–1795.
- Altdeutsche Geschichten romantischen Inhalts, 1790.
- Rudolf von Habsburg, 4 Bände, Leipzig, 1792–1794.
- Tharand; ein histor.-romant. Gemälde, nach der Natur, Urkunden und Sagen bearbeitet, 1797.